# De principiis
De principiis (en grec Περὶ ἀρχῶν) o Sobre els principis és una obra teològica d'Orígenes considerada com una mena de Summa de teologia encara que no tracti sobre tots els temes importants de la teologia del seu temps i, segons afirma ell mateix, es tracta més aviat d'una indagació que doni una presentació de continguts ja madurs i indiscutibles. Fou escrita a Alexandria aproximadament el 230 dC.

## Tradició textual
No es conserva el text original complet en grec. Hi ha algunes parts incloses a la Filocalia d'Orígenes. La versió llatina de Rufí d'Aquilea està completa, encara que n'ha estat discutida la fidelitat respecte de l'original. Tant les citacions de Sant Jeroni com les de l'emperador Justinià I semblen endurir la posició d'Orígenes.

## Continguts
Per a Orígenes l'expressió principis s'havia d'aplicar no només als principis teològics que desenvolupa la seva obra, sinó també als principis filosòfics. Per això els principis que proposa són la Santíssima Trinitat, les criatures dotades de raó i el món.
El punt de partida per a Orígenes és la predicació de Jesús de Natzaret i els Apòstols, i —a causa de la diversitat d'ensenyaments que ja en el seu temps es donava i la presència de predicadors gnòstics— tracta d'enumerar i conservar el que és predicació i tradició pròpia dels Apòstols. Aquest contingut és anomenat regla de la fe. A tot allò anterior, afegeix, s'ha d'unir una feina racional fèrria: «deduir gràcies a una investigació conduïda amb exactitud i rigor lògic». Aquest «rigor» és la seva forma d'introduir la filosofia platònica en el pensament cristià, element propi de l'Escola d'Alexandria a la qual pertanyia.
A aquest pròleg sobre la regla de la fe hi segueixen tres tractats sobre els tres principis. La part següent de l'obra intenta respondre als problemes suscitats per les heretgies del seu temps: la Trinitat, l'ànima i el pecat, la resurrecció, el món, la Bíblia i la seva inspiració. Conclou amb la seva famosa teoria sobre la recapitulació i apocatàstasi.

## Recepció
Un element que va causar dificultats a l'obra en temps successius fou l'honestedat amb què prenia les argumentacions dels seus adversaris, citant enterament passatges i tractant de salvar tot allò salvable dels seus continguts. En no aclarir immediatament què era el que prenia i què era allò que havia de condemnar-se de tals texts, ha estat emprat com bandera de diferents heretgies o heterodòxies. Tanmateix, si es pren la totalitat de l'obra normalment es troba una posició no heterodoxa i molt matisada davant els diversos temes tractats.